# Campeonato Sudamericano de Voleibol Femenino Sub-18 de 2016
El Campeonato Sudamericano de Voleibol Femenino Sub-18 de 2016 (denominado XX Sudamericano Femenino U18 Copa Herbalife por motivos de patrocinio) fue la XX edición de este torneo de selecciones femeninas de voleibol categoría sub-18 pertenecientes a la Confederación Sudamericana de Voleibol (CSV), se llevó a cabo del 24 al 28 de agosto de 2016 en la ciudad de Lima, capital del Perú, que fue asignado como sede en marzo de 2016.
El torneo fue organizado por la Federación Peruana de Voleibol (FPV) bajo la supervisión de la CSV y otorgó dos cupos al Campeonato Mundial de Voleibol Femenino Sub-18 de 2017. Brasil y Perú consiguieron los dos cupos al mundial al asegurarse los dos primeros lugares como finalistas de la competencia. Argentina de todas maneras estará presente en el campeonato mundial en su calidad de anfitrión.
La selección de Brasil se coronó campeón del torneo al derrotar en la final a Perú en tres sets corridos, de esta manera Brasil obtuvo su decimosexto título sudamericano categoría sub-18 y el segundo consecutivo desde el logrado en 2014. Por su parte, la selección de Perú volvió a llegar a la final de un Campeonato Sudamericano sub-18 desde la que ganó en 2012, pero no pudo conseguir el que hubiese sido su cuarto título y se quedó con la medalla de plata y su octavo subcampeonato. Completó el podio la selección de Argentina que derrotó por tres sets a uno a Colombia en el partido definitorio del tercer lugar, así, Argentina sumó su novena medalla de bronce de la categoría.

## Sede
El torneo se desarrolló en la sede ubicada en el distrito limeño de Miraflores.
| Lima | Miraflores                        |
| ---- | --------------------------------- |
| Lima | Coliseo Niño Héroe Manuel Bonilla |
| Lima | Capacidad: 6000                   |
| Lima |                                   |

## Equipos participantes
Ocho selecciones confirmaron su participación en la competencia.
- Argentina
- Bolivia
- Brasil
- Chile
- Colombia
- Perú (local)
- Uruguay
- Venezuela

## Resultados
- Las horas indicadas corresponden al huso horario local del Perú (Tiempo del Perú – PET): UTC-5.

### Fase de grupos
– Clasificados a las Semifinales.      – Pasan a disputar las semifinales de la clasificación del 5.º al 8.º puesto.

#### Grupo A
|     |          | Partidos | Partidos | Partidos |     | Sets | Sets | Sets  | Puntos | Puntos | Puntos |
| Pos | Equipo   | PJ       | PG       | PP       | Pts | SG   | SP   | Ratio | PG     | PP     | Ratio  |
| --- | -------- | -------- | -------- | -------- | --- | ---- | ---- | ----- | ------ | ------ | ------ |
| 1   | Brasil   | 3        | 3        | 0        | 9   | 9    | 1    | 9.000 | 246    | 146    | 1.684  |
| 2   | Colombia | 3        | 2        | 1        | 5   | 7    | 5    | 1.400 | 260    | 254    | 1.023  |
| 3   | Chile    | 3        | 1        | 2        | 4   | 5    | 6    | 0.833 | 208    | 234    | 0.888  |
| 4   | Bolivia  | 3        | 0        | 3        | 0   | 0    | 9    | 0.000 | 145    | 225    | 0.644  |

| Fecha        | Hora  | Partido  | Partido   | Partido  | Sets  | Sets  | Sets  | Sets  | Sets  | Puntuación total | Reporte |
| Fecha        | Hora  |          | Resultado |          | 1     | 2     | 3     | 4     | 5     | Puntuación total | Reporte |
| ------------ | ----- | -------- | --------- | -------- | ----- | ----- | ----- | ----- | ----- | ---------------- | ------- |
| 24 de agosto | 10:30 | Colombia | 3 – 2     | Chile    | 25-17 | 19-25 | 21-25 | 25-21 | 15-10 | 105 – 98         | Reporte |
| 24 de agosto | 15:00 | Brasil   | 3 – 0     | Bolivia  | 25-7  | 25-12 | 25-12 | -     | -     | 75 – 31          | Reporte |
| 25 de agosto | 10:30 | Bolivia  | 0 – 3     | Colombia | 16-25 | 21-25 | 23-25 | -     | -     | 60 – 75          | Reporte |
| 25 de agosto | 15:00 | Chile    | 0 – 3     | Brasil   | 12-25 | 14-25 | 9-25  | -     | -     | 35 – 75          | Reporte |
| 26 de agosto | 10:30 | Chile    | 3 – 0     | Bolivia  | 25-14 | 25-23 | 25-17 | -     | -     | 75 – 54          | Reporte |
| 26 de agosto | 15:00 | Brasil   | 3 – 1     | Colombia | 25-15 | 21-25 | 25-22 | 25-18 | -     | 96 – 80          | Reporte |

#### Grupo B
|     |           | Partidos | Partidos | Partidos |     | Sets | Sets | Sets  | Puntos | Puntos | Puntos |
| Pos | Equipo    | PJ       | PG       | PP       | Pts | SG   | SP   | Ratio | PG     | PP     | Ratio  |
| --- | --------- | -------- | -------- | -------- | --- | ---- | ---- | ----- | ------ | ------ | ------ |
| 1   | Perú      | 3        | 3        | 0        | 9   | 9    | 0    | MAX   | 225    | 133    | 1.691  |
| 2   | Argentina | 3        | 2        | 1        | 6   | 6    | 3    | 2.000 | 202    | 146    | 1.383  |
| 3   | Uruguay   | 3        | 1        | 2        | 3   | 3    | 7    | 0.428 | 179    | 232    | 0.771  |
| 4   | Venezuela | 3        | 0        | 3        | 0   | 1    | 9    | 0.111 | 149    | 244    | 0.610  |

| Fecha        | Hora  | Partido   | Partido   | Partido   | Sets  | Sets  | Sets  | Sets  | Sets | Puntuación total | Reporte |
| Fecha        | Hora  |           | Resultado |           | 1     | 2     | 3     | 4     | 5    | Puntuación total | Reporte |
| ------------ | ----- | --------- | --------- | --------- | ----- | ----- | ----- | ----- | ---- | ---------------- | ------- |
| 24 de agosto | 12:45 | Argentina | 3 – 0     | Uruguay   | 25-13 | 25-14 | 25-18 | -     | -    | 75 – 45          | Reporte |
| 24 de agosto | 17:05 | Perú      | 3 – 0     | Venezuela | 25-16 | 25-12 | 25-13 | -     | -    | 75 – 41          | Reporte |
| 25 de agosto | 12:45 | Venezuela | 0 – 3     | Argentina | 5-25  | 7-25  | 14-25 | -     | -    | 26 – 75          | Reporte |
| 25 de agosto | 17:05 | Uruguay   | 0 – 3     | Perú      | 15-25 | 12-25 | 13-25 | -     | -    | 40 – 75          | Reporte |
| 26 de agosto | 12:45 | Uruguay   | 3 – 1     | Venezuela | 25-7  | 15-25 | 27-25 | 27-25 | -    | 94 – 82          | Reporte |
| 26 de agosto | 17:05 | Perú      | 3 – 0     | Argentina | 25-19 | 25-12 | 25-21 | -     | -    | 75 – 52          | Reporte |

### Fase final

#### Clasificación 5.º al 8.º puesto
|  | Semifinales 5.º al 8.º puesto | Semifinales 5.º al 8.º puesto |   |           | Partido 5.º y 6.º puesto | Partido 5.º y 6.º puesto |  |
|  |                               |                               |   |           |                          |                          |  |
|  |                               |                               |   |           |                          |                          |  |
|  | Chile                         | 3                             |   |           |                          |                          |  |
|  | Venezuela                     | 1                             |   |           |                          |                          |  |
|  |                               |                               |   |           |                          |                          |  |
|  |                               |                               |   |           |                          |                          |  |
|  |                               |                               |   |           | Chile                    | 3                        |  |
|  |                               | Bolivia                       | 0 |           |                          |                          |  |
|  |                               |                               |   |           |                          |                          |  |
|  |                               |                               |   |           |                          |                          |  |
|  |                               |                               |   |           | Partido 7.º y 8.º puesto |                          |  |
|  |                               |                               |   |           |                          |                          |  |
|  | Bolivia                       | 3                             |   | Venezuela | 0                        |                          |  |
|  | Uruguay                       | 0                             |   |           | Uruguay                  | 3                        |  |

##### Semifinales 5.º al 8.º puesto
| Fecha        | Hora  | Partido | Partido   | Partido   | Sets  | Sets  | Sets  | Sets  | Sets | Puntuación total | Reporte |
| Fecha        | Hora  |         | Resultado |           | 1     | 2     | 3     | 4     | 5    | Puntuación total | Reporte |
| ------------ | ----- | ------- | --------- | --------- | ----- | ----- | ----- | ----- | ---- | ---------------- | ------- |
| 27 de agosto | 11:30 | Chile   | 3 – 1     | Venezuela | 25-16 | 25-17 | 17-25 | 25-16 | -    | 92 – 74          | Reporte |
| 27 de agosto | 13:30 | Bolivia | 3 – 0     | Uruguay   | 25-23 | 25-15 | 25-21 | -     | -    | 75 – 59          | Reporte |

##### Partido 7.º y 8.º lugar
| Fecha        | Hora  | Partido   | Partido   | Partido | Sets  | Sets  | Sets | Sets | Sets | Puntuación total | Reporte |
| Fecha        | Hora  |           | Resultado |         | 1     | 2     | 3    | 4    | 5    | Puntuación total | Reporte |
| ------------ | ----- | --------- | --------- | ------- | ----- | ----- | ---- | ---- | ---- | ---------------- | ------- |
| 28 de agosto | 12:30 | Venezuela | 0 – 3     | Uruguay | 16-25 | 17-25 | 9-25 | -    | -    | 42 – 75          | Reporte |

##### Partido 5.º y 6.º lugar
| Fecha        | Hora  | Partido | Partido   | Partido | Sets  | Sets  | Sets  | Sets | Sets | Puntuación total | Reporte |
| Fecha        | Hora  |         | Resultado |         | 1     | 2     | 3     | 4    | 5    | Puntuación total | Reporte |
| ------------ | ----- | ------- | --------- | ------- | ----- | ----- | ----- | ---- | ---- | ---------------- | ------- |
| 28 de agosto | 14:30 | Chile   | 3 – 0     | Bolivia | 25-17 | 25-20 | 25-16 | -    | -    | 75 – 53          | Reporte |

#### Clasificación 1.º al 4.º puesto
|  | Semifinales | Semifinales |   |           | Final        | Final |  |
|  |             |             |   |           |              |       |  |
|  |             |             |   |           |              |       |  |
|  | Brasil      | 3           |   |           |              |       |  |
|  | Argentina   | 0           |   |           |              |       |  |
|  |             |             |   |           |              |       |  |
|  |             |             |   |           |              |       |  |
|  |             |             |   |           | Brasil       | 3     |  |
|  |             | Perú        | 0 |           |              |       |  |
|  |             |             |   |           |              |       |  |
|  |             |             |   |           |              |       |  |
|  |             |             |   |           | Tercer lugar |       |  |
|  |             |             |   |           |              |       |  |
|  | Perú        | 3           |   | Argentina | 3            |       |  |
|  | Colombia    | 1           |   |           | Colombia     | 1     |  |

##### Semifinales
| Fecha        | Hora  | Partido | Partido   | Partido   | Sets  | Sets  | Sets  | Sets  | Sets | Puntuación total | Reporte |
| Fecha        | Hora  |         | Resultado |           | 1     | 2     | 3     | 4     | 5    | Puntuación total | Reporte |
| ------------ | ----- | ------- | --------- | --------- | ----- | ----- | ----- | ----- | ---- | ---------------- | ------- |
| 27 de agosto | 15:45 | Brasil  | 3 – 0     | Argentina | 25-18 | 25-16 | 25-18 | -     | -    | 75 – 52          | Reporte |
| 27 de agosto | 18:05 | Perú    | 3 – 1     | Colombia  | 25-21 | 22-25 | 25-18 | 25-20 | -    | 97 – 84          | Reporte |

##### Partido3.ery 4.º lugar
| Fecha        | Hora  | Partido   | Partido   | Partido  | Sets  | Sets  | Sets  | Sets  | Sets | Puntuación total | Reporte |
| Fecha        | Hora  |           | Resultado |          | 1     | 2     | 3     | 4     | 5    | Puntuación total | Reporte |
| ------------ | ----- | --------- | --------- | -------- | ----- | ----- | ----- | ----- | ---- | ---------------- | ------- |
| 28 de agosto | 16:45 | Argentina | 3 – 1     | Colombia | 27-25 | 23-25 | 25-14 | 25-14 | -    | 100 – 78         | Reporte |

##### Final
| Fecha        | Hora  | Partido | Partido   | Partido | Sets  | Sets  | Sets  | Sets | Sets | Puntuación total | Reporte |
| Fecha        | Hora  |         | Resultado |         | 1     | 2     | 3     | 4    | 5    | Puntuación total | Reporte |
| ------------ | ----- | ------- | --------- | ------- | ----- | ----- | ----- | ---- | ---- | ---------------- | ------- |
| 28 de agosto | 19:05 | Brasil  | 3 – 0     | Perú    | 25-16 | 25-16 | 25-22 | -    | -    | –                | Reporte |

## Clasificación general
| Pos.              | Selección |
| ----------------- | --------- |
| Medalla de oro    | Brasil    |
| Medalla de plata  | Perú      |
| Medalla de bronce | Argentina |
| 4                 | Colombia  |
| 5                 | Chile     |
| 6                 | Bolivia   |
| 7                 | Uruguay   |
| 8                 | Venezuela |

## Clasificados al Mundial 2017
| Bandera de Brasil | Bandera de Perú |
| Brasil            | Perú            |
| ----------------- | --------------- |

## Distinciones individuales
Equipo ideal elegido por la organización del torneo.
- Mejor central:  Daniela Seibt
- Segunda mejor central:  Flavia Montes
- Mejor punta:  Kiara Montes
- Segunda mejor punta:  Mariana Bambrilla
- Mejor armadora:  Nayeli Vilchez
- Mejor opuesta:  Mayara Silva
- Mejor libero:  Valeria Takeda
- Jugadora más valiosa (MVP):  Tainara Santos